# Stazione di Possidente
Stazione di Possidente vasútállomás Olaszországban, Avigliano település Possidente frazionéjában.

## Vasútvonalak
Az állomást az alábbi vasútvonalak érintik:
- Foggia-Potenza-vasútvonal

## Kapcsolódó állomások
A vasútállomáshoz az alábbi állomások vannak a legközelebb:
- Stazione di Pietragalla
- Stazione di Castel Lagopesole